# Юрно (приток Пялы)
Юрно — ручей в России, протекает по территории Сумпосадского сельского поселения Беломорского района Карелии. Длина ручья — 10 км.
Ручей берёт начало из болота на высоте выше 108 над уровнем моря.
Течёт преимущественно в северном направлении по заболоченной местности.
Ручей в общей сложности имеет три притока суммарной длиной 5 км.
Впадает в реку Колежму, впадающую в Онежскую губу Белого моря (Поморский берег).
Код объекта в государственном водном реестре — 02020001412202000007225.